# Sonnenhübel
Der Sonnenhübel ist ein 469,3 Meter hoher Berg in der Östliche Oberlausitz im Freistaat Sachsen. Bekannter als der Bergname ist aber das Königsholz, das Waldgebiet, das den Sonnenhübel fast vollständig bedeckt. Berg und Forst liegen in der Gemarkung der Gemeinde Oderwitz in der Oberlausitz und sind weiterhin von den Orten Ruppersdorf, Großhennersdorf und Oberseifersdorf umgeben. An den nördlichen Ausläufer des Waldgebiets schließt sich der Eulbusch an.

## Entstehung des Namens
Einer Sage zufolge wurde der junge böhmische Prinz Wenzeslaus nach dem Tod seines Vaters von seinem neidischen Oheim entmachtet und wuchs bei einem Schuster in Zittau auf. Als er zu einem Mann herangewachsen war, gab er sich als rechtmäßiger König zu erkennen. Der Wald, in dem dies geschah, erhielt dadurch den Namen Königsholz.
In Urkunden sind dagegen die Namen Konigiz walt und silva nostra regalis belegt. Das deutet darauf hin, dass der Wald früher den böhmischen Königen als Revier für die Jagd und Vogelstellerei diente und so seinen Namen bekam.

## Geschichte
Bis Mitte des 14. Jahrhunderts war das Königsholz eine königliche Domäne. Im Jahr 1345 erhielt die Stadt Zittau von König Johann von Böhmen die Befugnis, für Brückenbau und den Wiederaufbau von abgebrannten Häusern Holz zu schlagen, das Eigentums- und Forstrecht wurde ihr aber vorenthalten. Herzog Heinrich von Jauer, der Stadt und Umgegend von König Johann als Heiratsgut erhalten hatte, verpfändete dieses für 50 Mark an einen Herrn von Riedburg. Dies führte zu Differenzen zwischen der Stadt und dem Herzog. 1357 übertrugen die Brüder Heinrich, Johann und Ramvold von Riedburg die Rechte an dem Forst für die alte Summe an die Stadt Zittau.
Der Sohn Johanns von Böhmen, Karl IV., zog das Königsholz 1359 als verfallenes Kammergut wieder ein. Erst 1365 erhielt die Stadt die Möglichkeit, das Gut für den Betrag von 600 Schock Prager Groschen und eine Mark Gold zu kaufen. Zu dieser Zeit meldeten die Brüder von Riedburg erneut Anspruch auf das Königsholz an und versuchten dieser Forderung durch Raub und Mord Nachdruck zu verleihen. In der Pfingstwoche 1368 rückte deshalb die Zittauer Mannschaft aus, um die Räuber zu fassen. Diese wurden kurz darauf in Zittau am Galgen erhängt.
Nach dem Oberlausitzer Pönfall wurde das Gut der Stadt Zittau von Ferdinand I. entzogen und musste erneut erworben werden. Ab 1952 bewirtschaftete der Staatliche Forstbetrieb Löbau das Revier Oderwitz und damit das Königsholz. Im Jahr 2024 wurde die Verwaltung des Reviers Hainewalde, einschließlich des Königsholzes, das mittlerweile dazu gezählt wurde, vom Forstbezirk Oberlausitz auf den Forstbezirk Neustadt übertragen.

## Geologie

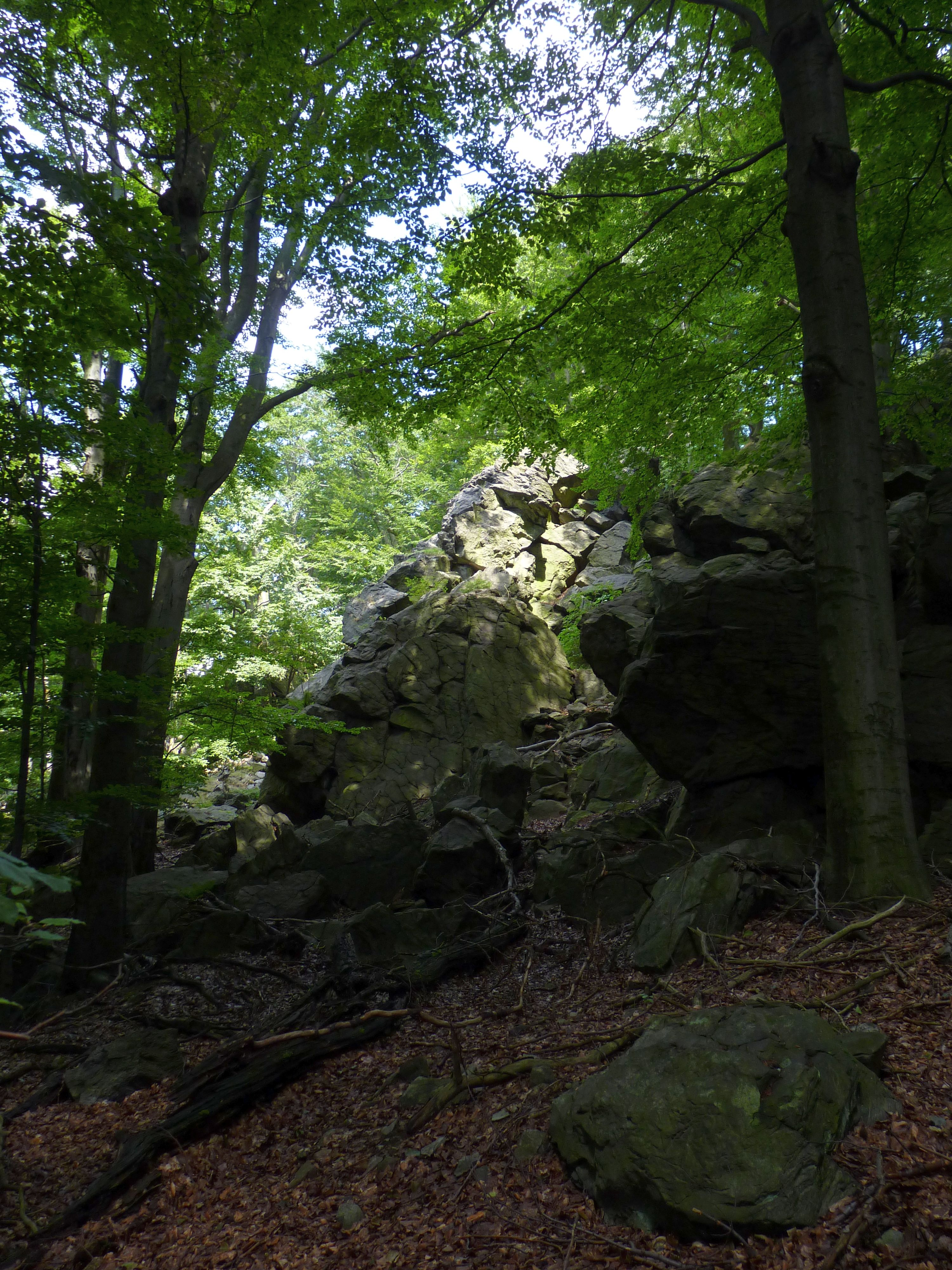
Ein Teil der Steinklunsen

Am nördlichen Hang des Sonnenhübels durchragen Phonolithplatten den Boden, die man als Steinklunsen, Steinklunsten oder einfach nur Klunsen bezeichnet, ähnlich den Steinklunsen bei Beiersdorf. Zusammen mit dem Birkberg (am Südwesthang des Sonnenhübels) und dem Geiersberg (Oderwitz) bilden diese Gesteinsformationen einen Deckenerguss und den östlichen Rand des Oderwitzer Beckens. Grober Verwitterungsschutt dieser Platten bedeckt zusammen mit nährstoffarmen Ranker-Braunerden die Oberhänge des Berges. Auf dem Unterhängen findet sich zwar auch vereinzelt Phonolithgeröll, durch eine Lösslehmschicht und Stauwassereinfluss finden sich aber auch Braunerden mit mittlerem Nährstoffgehalt wie etwa Pseudogley.

## Flora und Fauna
Das Königsholz umfasst eine Fläche von etwa 600 Hektar und bedeckt den Sonnenhübel fast vollständig, besitzt aber auch einen nördlichen Ausläufer. Hauptsächlich ist naturnaher Laubmischwald vertreten. Dennoch gibt es durch lokalklimatische und bodenbedingte Abweichungen Unterschiede in der Vegetation. So findet sich auf dem Südwesthang hauptsächlich ein Buchenwald, dem Esche und Bergahorn beigemischt sind. Im feuchten Nordausläufer des Waldes finden sich stellenweise Mischbestände aus Birke, Espe und Stieleiche.
Aufgrund der nährstoffarmen Böden ist die Bodenflora entsprechend artenarm. So finden sich nur allgemein verbreitete Laubwaldpflanzen wie etwa Goldnessel, Sauerklee, Land-Reitgras oder Pfeifengras. Seltener treten dagegen Einblütiges Perlgras, Hasenlattich oder Waldschwingel auf.

### Schutzgebiete
Am 14. Januar 2009 wurde das Gebiet um die Steinklunsen zur Horstschutzzone Steinklunsen im Königsholz erklärt. Dadurch sollen die Brutplätze der besonders geschützten und vom Aussterben bedrohten Vogelarten Uhu, Wanderfalken, Schwarzkehlchen und anderen geschützt werden.
Der Bereich um den Gipfel ist als Teilgebiet des FFH-Gebietes Basalt- und Phonolithkuppen der östlichen Oberlausitz mit der landesinternen Meldenummer 030E geschützt.

## Heutige Nutzung
Heute dient das Königsholz hauptsächlich der Forstwirtschaft als Holzerntegebiet und als Jagdgebiet. Weiterhin wird der Wald gern als Naherholungsgebiet genutzt und ist bei Läufern und Radfahrern wegen seiner Ringstraßen beliebt.